# تیم ملی فوتبال زنان الجزایر
تیم ملی فوتبال زنان الجزایر (عربی: منتخب الجزائر لکرة القدم للسیدات‎) نماینده الجزایر در مسابقات بین‌المللی فوتبال زنان است.
الجزایر اولین بازی خود را در سال ۱۹۹۸ برابر فرانسه انجام داد و ۱۴–۰ شکست خورد. این تیم هرگز به جام جهانی فوتبال زنان صعود نکرده است. این تیم پنج بار در سال‌های ۲۰۰۴، ۲۰۰۶، ۲۰۱۰، ۲۰۱۴ و ۲۰۱۸ به جام ملت‌های زنان آفریقا راه یافته است که تمام آنها نتوانستند از مرحله گروهی صعود کنند.
الجزایر بازی‌های خانگی خود را در ورزشگاه ۵ ژوئیه در الجزیره انجام می‌دهد. بالاترین رتبه تیم، در ماه ژوئن ۲۰۰۹ با قرار گرفتن در رتبه ۶۴ بود.

## شمایل تیم
کیت‌ها
تأمین کنندگان کیت
| تأمین کنندگان کیت | دوره      |
| ----------------- | --------- |
| سیرتا اسپورت      | ۱۹۹۸–۲۰۰۱ |
| بلیستون           | ۲۰۰۲–۲۰۰۴ |
| لو کوک اسپورتیف   | ۲۰۰۴–۲۰۰۹ |
| پوما              | ۲۰۱۰–۲۰۱۴ |
| آدیداس            | ۲۰۱۵–کنون |

##### کیت اول
| 2004 AWC · 2006 AWC | 2010 AWC | 2014 AWC | 2016 AWCON |

##### کیت دوم
| 2004 AWC · 2006 AWC | 2010 AWC | 2014 AWC | 2016 AWCON |